# Convolvuleae
Convolvuleae, tribus slakovki. Sastoji se od tri roda koji imaju predstavnike po svim kontinentima. Najpoznatiji su slak i ladolež. Treći rod Polymeria ograničen je na Australiju, Male sundske otoke i Novu Kaledoniju

## Rodovi
1. Calystegia R.Br., 1810, nom. cons.
2. Convolvulus L.
3. Polymeria R.Br.